# José Agustín Pérez del Pulgar
José Agustín Pérez del Pulgar (Madrid, 28 de agosto de 1875 - Madrid, 28 de noviembre de 1939) fue un físico y jesuita español. Ingresó muy joven en la Compañía de Jesús y en 1897 era ya profesor de Física en el colegio de Chamartín de la Rosa, donde fundó el Observatorio Meteorológico. Viajó por Francia e Inglaterra, haciendo estudios en los distintos observatorios, y formó parte de la Comisión que en Elche hizo estudios sobre el eclipse solar de 1900.
En Bélgica, Holanda y Alemania se dedicó al estudio de la Teología y concurrió a las clases de varios destacados profesores, especialmente de David Hilbert y Felix Klein, en las universidades de Lieja y Gotinga. En 1905 obtuvo el título de licenciado en física. Concentró su actividad científica en la electricidad y la física matemática, destacando La teoría potencial y la curvatura del espacio (1907), El teorema de Stockes y las leyes fundamentales del electromagnetismo (1913) y la Electrodinámica industrial. Estudió en profundidad la geometría, sacando deducciones que sirvieron de base a una geometría analítica general proyectiva radiada. Durante varios años realizó estudios que habían de servir para su gran obra, la fundación del Instituto Católico de Artes e Industrias (ICAI) de Madrid en 1908. 
En el año 1914 fundó la Escuela de Montadores Mecánico-electricistas, donde se ocupó de la formación religiosa de jóvenes obreros y en su preparación gratuita como maestros de taller y ayudantes de ingenieros. En 1917 visitó Suiza con una pensión de la JAE para completar sus estudios sobre maquinaria moderna y construcciones eléctricas. Al regresar a España publicó interesantísimos trabajos para remediar el atraso en que se encontraba España en materia de construcción de material eléctrico.  Fue un defensor de la teoría de la electrificación gradual de los ferrocarriles españoles. Defendió la necesidad de nacionalizar el suministro de energía eléctrica, y propuso para ello un trazado de red en forma de dos polígonos concéntricos y una serie de líneas radiales, idea que adoptó el ministerio de fomento cuando emprendió su construcción en 1918.
La labor del padre Pérez del Pulgar fue abundantísima e interesante. Publicó muchos trabajos teóricos y prácticos. La llegada de la República en 1931 y el posterior incendio del ICAI, le condujo a un destierro en Lieja (Bélgica), donde se trasladó junto con varios de sus alumnos. Allí, el Estado belga le reconoció el título de ingeniero expedido por el Instituto Católico que él dirigía. Regresó a Madrid en 1936, y al ser sorprendido por la guerra civil, se refugió en la embajada de Bélgica. Se estableció en Valladolid en 1937. Montó un laboratorio para la reparación de aparatos de electro-medicina, qué prestó innumerables servicios en los hospitales, se hizo cargo de la dirección de una Academia de preparación premilitar y de la dirección del Patronato de Redención de Penas por el Trabajo.